# آبک زیری حاج ده محمد
آپک زیری یا روستای ده محمد روستایی 
در بخش لادیز ، شهرستان میرجاوه ، استان سیستان و بلوچستان ایران است. بر پایه سرشماری عمومی نفوس و مسکن در سال ۱۳۹۰ جمعیت این روستا ۹۸ نفر (در ۳۲ خانوار) بوده است.